# Noble Globetrotter II
Noble Globetrotter II – ультраглибоководне бурове судно.

## Загальні відомості
Судно спорудили на замовлення компанії Noble Corporation на верфі південнокорейської STX Offshore & Shipbuilding у китайському Даляні. Для остаточного дообладнання його перевели до Роттердаму, де на верфі компанії Huisman в Східамі плавучий кран великої вантажопідйомності Rambiz підняв з причалу та встановив на Noble Globetrotter II бурову вежу вагою 2600 тон. Повне завершення судна припало на 2013 рік.
Noble Globetrotter II розраховане на роботу в районах з глибинами моря до 3048 метрів та може бурити свердловини довжиною до 12,2 км. Для утримання позиції воно використовує систему динамічного позиціонування DP3. 
Судно має два дистанційно керовані апарати та призначений для роботи з ними центральний люк (moonpool) розмірами 27х11 метрів.
Силова установка складається з восьми дизельних двигунів Caterpillar C-280 Tier II потужністю по 4,8 МВт.
Пересування до району робіт здійснюється самостійно зі швидкістю до 12 вузлів.
На борту забезпечується проживання до 180 осіб.
Судно має майданчик для гелікоптерів розмірами 22,9х22,9 метра.

## Служба судна
Починаючи з вересня 2013-го судно було зафрахтоване на 10 рокі енергетичним гігантом Shell. Його першим завданням стало спорудження свердловини у Гвінейській затоці біля узбережжя Беніна, яке тривало щонайменше до весни 2014-го.
Того ж року за півтори сотні кілометрів від узбережжя Габону в районі з глибиною моря 2110 метрів Noble Globetrotter II пробурило свердловину Leopard-1. Завершена у жовтні 2014-го, вона досягнула глибинb у 5063 метра та виявила у підсольових відкладеннях газонасичений інтервал товщиною біля 200 метрів. Це стало відкриттям значного газового родовища Леопард-Марін.
Далі судно полишило Західну Африку та вирушило до Туреччини. Наприкінці грудня воно прибуло до Мармурового моря, де спершу провело на верфі Besiktas певне дообладнання для робіт у зимових умовах. Конструкція Noble Globetrotter II дозволяла власними силами і без надмірних витрат часу зняти верхню частину бурової башти, що було в нагоді для проходження під босфорськими мостами, і вже 6 січня 2015-го судно пройшло через протоку до Чорного моря. Його завданням було спорудження свердловини Sile-1, закладеної за сотню кілометрів від виходу з Босфору в районі з глибиною моря 2093 метра. Роботи протікали з ускладненнями, що в підсумку призвело до дворазового забурювання бічних стовбурів. У підсумку Sile-1 вдалось довести до позначки у 4520 метрів, проте в ній зафіксували лише нафтопрояви. У середині липня 2015-го Noble Globetrotter II після повторного пониження бурової башти (операція провадилась у порту Ереглі) пройшло через Босфор у південному напрямку, витратило кілька діб на зворотню операцію з баштою, після чого попрямувало до Африки.
У другій половині 2015-го Noble Globetrotter II знову працювало у водах Габону, де в районі з глибиною моря 1951 метр провадило спорудження оціночної свердловини Leopard-2.
В лютому 2016-го у водах Республіки Конго судно швидко пробурило свердловину Baobab Marine-1 (BABM-1). Вона досягла глибини у 3275 метрів та перетнула цільовий міоценовий резервуар, проте не виявила ознак вуглеводнів.
Після цього Noble Globetrotter II знову відвідало Чорне море, проте тепер для робіт у болгарському секторі на замовлення Total. В районі з глибиною моря 1900 метрів судно спорудило свердловину Polshkov-1, яка мала довжину у 5500 метрів та виявила аномальну зону газового типу у кайнозойських відкладеннях.
У другій половині 2016-го Noble Globetrotter II працювало біля узбережжя Танзанії, де пробурило розвідувальні свердловини Kitatange-1 та Bunju-1, які перетнули резервуари гарної якості, проте не виявили вуглеводнів.
На момент завершення танзанійського завдання на тлі падіння цін на нафту енергетичні компанії значно скоротили свої плани розвідки, як наслідок, Noble Globetrotter II на два роки потрапило у простій. Noble Corporation надавалось право у цей період залучати судно до інших проектів, тоді як Shell мала виплачувати значно знижену денну ставку на рівні 185 тисяч доларів (навіть у той період, коли Noble Globetrotter II працювало для інших замовників).
Восени 2017-го та у листопаді 2018-го – січні 2019-го Noble Globetrotter II спорудило для Total ще дві свердловини у болгарському секторі Чорного моря. При цьому ані Rubin-1, яка знаходилась в районі з глибинами моря «від 1300 до 1600 метрів», ані Melnik-1, закладена на глибині у 1595 метрів, не змогли виявити жодних нафто- чи газопроявів.
В квітні – травні 2019-го Noble Globetrotter II виконало ще одне завдання у болгарському секторі, проте на цей раз вже для самої Shell. Закладена в районі з глибиною моря 1200 метрів розвідувальна свердловина Khan Kubrat-1 досягнула глибини у 3327 метрів та виявила у цільовому горизонті некомерційні припливи вуглеводнів.
Далі судно попрямувало до Мексиканської затоки, де у спершу у третьому кварталі 2019-го побувало на верфі, після чого узялось за виконання завдань для Shell. Станом на липень та вересень 2020-го Noble Globetrotter II працювало на площі Онтаріо в районі з глибиною моря 1618 метрів.
Як показують дані геоінформаційних систем, станом на червень 2021-го перебувало дещо менше за сотню кілометрів на південь від дельти Міссісіпі.